# Юньенвиль
Юньенви́ль (фр. Unienville) — коммуна во Франции, находится в регионе Шампань — Арденны. Департамент — Об. Входит в состав кантона Вандёвр-сюр-Барс. Округ коммуны — Бар-сюр-Об.
Код INSEE коммуны — 10389.
Коммуна расположена приблизительно в 175 км к востоку от Парижа, в 75 км южнее Шалон-ан-Шампани, в 35 км к востоку от Труа.

## Население
Население коммуны на 2008 год составляло 111 человек.
| 1962 | 1968 | 1975 | 1982 | 1990 | 1999 | 2008 |
| ---- | ---- | ---- | ---- | ---- | ---- | ---- |
| 179  | 192  | 167  | 149  | 139  | 116  | 111  |

## Администрация
| Период | Период | Фамилия           | Партия | Примечания |
| ------ | ------ | ----------------- | ------ | ---------- |
| 2001   | 2008   | Сильви Нажот      |        |            |
| 2008   |        | Александр Розелье |        |            |

## Экономика
В 2007 году среди 69 человек в трудоспособном возрасте (15—64 лет) 52 были экономически активными, 17 — неактивными (показатель активности — 75,4 %, в 1999 году было 73,8 %). Из 52 активных работали 50 человек (24 мужчины и 26 женщин), безработных было 2 (1 мужчина и 1 женщина). Среди 17 неактивных 6 человек были учениками или студентами, 8 — пенсионерами, 3 были неактивными по другим причинам.